# Kobieta z papugą na ramieniu
Kobieta z papugą na ramieniu – polska komedia filmowa z 2002 roku w reżyserii Ryszarda Macieja Nyczki. Premiera filmu miała miejsce 18 września 2002.

## Obsada
- Sławomir Jóźwik – bliźniacy na drodze
- Wojciech Łukasik – kibic piłkarski
- Monika Jóźwik – Poliglotka w Ministerstwie Kultury
- Piotr Rudziński – karciarz
- Monika Gabryelewicz – Wanda Krall, przyjaciółka żony Jacka
- Jacek Cywiński – Jacek
- Piotr Mikucki – Maciuś
- Tomasz Jarski – człowiek z projektorem
- Wojciech Tomczyk – Henio